# Aldudes
Aldudes é uma comuna francesa na região administrativa da Nova Aquitânia, no departamento dos Pirenéus Atlânticos. Estende-se por uma área de 22,79 km². Em 2010 a comuna tinha 333 habitantes (densidade: 14,6 hab./km²).